# Montemarzo
Montemarzo (Montmars in piemontese) è una frazione del comune di Asti.
Il territorio della Circoscrizione comunale si estende per circa 2,7 km² a sud-est del capoluogo, dal quale distanzia sette chilometri. Il concentrico si trova abbarbicato lungo il crinale di una collina dalla quale si ammirano i panorami della città di Asti e delle verdeggianti vallate circostanti; assieme alle località limitrofe (fra le principali Ghirlandina e Serra Bosia) Montemarzo conta circa 350 abitanti.

## Storia

### Medioevo
Anche se verosimilmente esisteva già da tempo un villaggio situato in questa zona dominante il territorio circostante, le prime notizie al riguardo provengono da un diploma dell'Imperatore Federico Barbarossa risalente al 1158, nel quale egli riconosce il Comune di Asti e in cui vengono citati i paesi del contado sui quali è estesa la giurisdizione dei tre Podestà a lui graditi: tra Aazanus (Azzano d'Asti), Castrum Gardini (Mongardino), Nanthes (Nante, borgo oggi scomparso, che si trovava un tempo nei pressi del Torrazzo), Sanctus Marcianus (San Marzanotto), compare pure Mons Manidus, che secondo lo storiografo Don Alfredo Bianco sarebbe appunto Montemarzo.
Montemarzo fu coinvolto nella guerra intestina fra Guelfi e Ghibellini che afflisse il Comune di Asti per oltre cent'anni fino al 1379, quando la città venne assegnata a Gian Galeazzo Visconti. Nel paese si arroccarono le famiglie ghibelline dei Pallio e dei Guttuari dopo che si trovarono in minoranza in città all'inizio del Trecento rispetto alla controparte guelfa capeggiata dalla famiglia dei Solaro. Nel 1317 durante un attacco della parte rivale, i Guttuari e i Pallio vennero catturati e sconfitti e il loro castello in fase di costruzione fu demolito.
Le prime notizie sulla chiesa di San Marcello di Montemarzo risalgono al 1323, anno in cui a seguito del crollo del Duomo di Asti le chiese del contado furono chiamate a contribuire per la riparazione secondo la loro possibilità: San Marcello in Montemarzo donò 12 lire, mentre Mongardino contribuì con 18 lire e la potente abbazia di San Bartolomeo di Azzano con 152.

### Il "Miracolo di San Marcello"

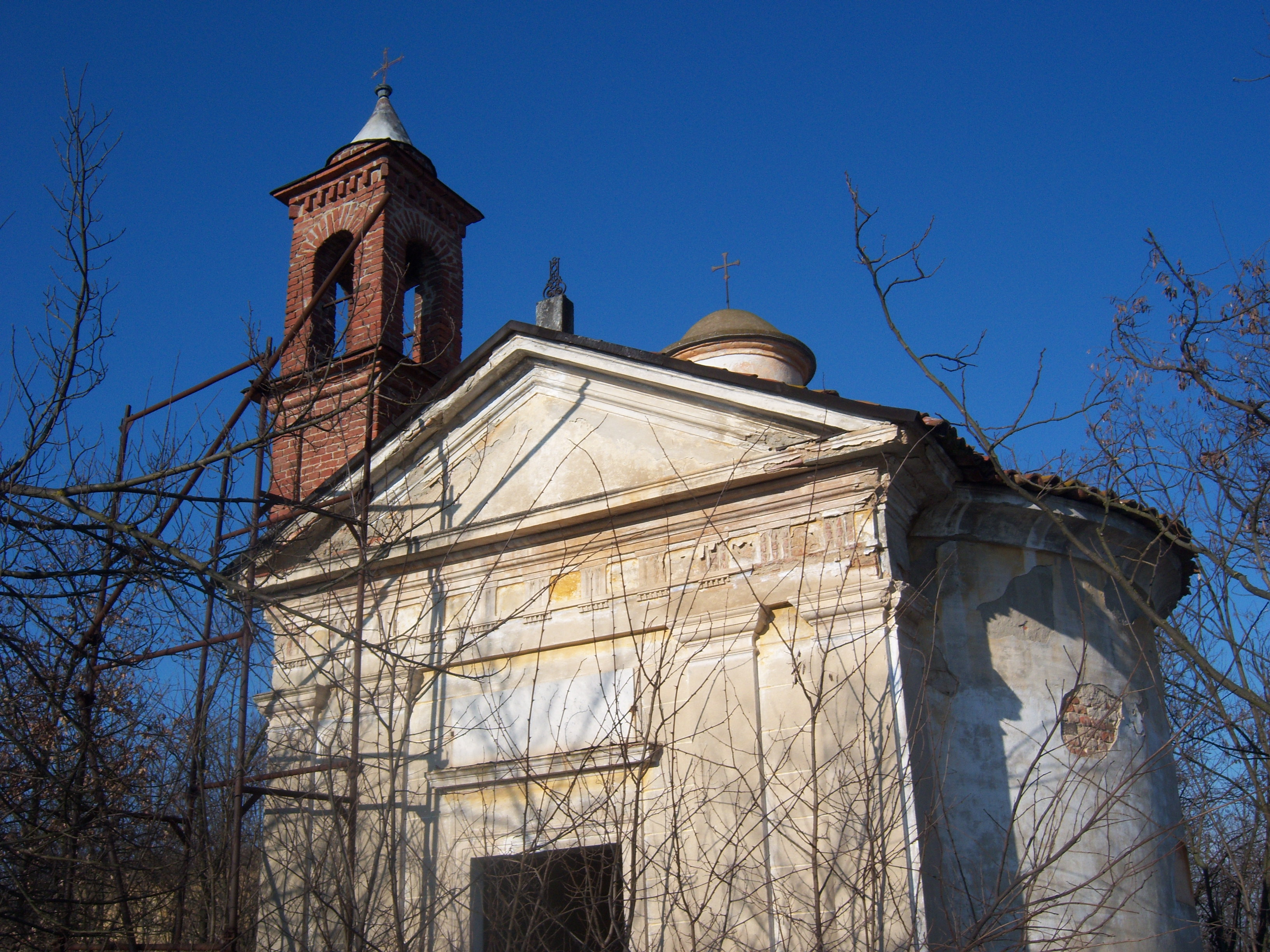
La cappella dedicata a San Marcello costruita nel luogo dell'avvenimento

Di poco precedente all'atto del 1158 è una leggenda ancora tramandata in paese: il cosiddetto Miracolo di San Marcello. Nell'inverno del 1155 Federico I di Svevia (Il Barbarossa), dopo aver distrutto Asti che come tanti altri comuni centro-settentrionali non si era sottomesso all'autorità imperiale, secondo la tradizione avrebbe sfogato la sua ira anche contro i paesi del contado: col suo esercito mise a ferro e fuoco Azzano d'Asti e si diresse in seguito verso Montemarzo, ma a metà strada per intervento del Vescovo Marcello si alzò un grande turbine di sabbia che mise in rotta l'invasore così che Montemarzo fu risparmiato.
È alquanto improbabile che l'imperatore stesso si fosse recato in questa zona, ma alla leggenda può sottostare uno sfondo di verità: potrebbe essersi trattato di un drappello di soldati che affamati si distaccarono dal grosso dell'esercito imperiale, devastando la campagna circostante. Anche la tempesta di sabbia non è assurda: la zona in questione, che prese poi il nome di San Marcello e costituisce la terra di confine tra Azzano e Montemarzo, era ai tempi impervia e costituita ancora oggi da un terreno molto sabbioso, tipico dell'Astigiano e del Monferrato. Allora il vento forte che alzava la sabbia e il poco profitto che si prospettava da un così piccolo villaggio fecero far marcia indietro al manipolo tedesco.

### Età Moderna
Montemarzo seguì le vicende del Comune di Asti, passando dalla dominazione viscontea a quella orleanese, sino a quando non fu annesso al ducato di Savoia nel 1531.

### Famiglie Nobili
- Il 5 dicembre 1621 Carlo Emanuele I di Savoia infeuda di Montemarzo il Conte Maurizio Capris; contemporaneo all'investitura è il documento che elenca i capi famiglia che saranno chiamati al pagamento delle tasse nei confronti del nuovo signore: nell'atto si leggono vari cognomi ancora presenti nella frazione, fra i quali Biamino, Bosia, Graziano, Viarengo... A conti fatti si può stimare che nel Seicento il paese fosse abitato all'incirca da 500 abitanti. Ai Capris, famiglia che orbitava intorno alla corte sabauda, è dedicata la via centrale del paese, Via Capris.

- Un'altra familia nobile che si fregiò del titolo di Conti di Montemarzo furono i Robbio. Originari dell'omonimo paese del pavese e possessori di molte altre terre, acquisirono la signoria su Montemarzo il 16 giugno 1660, allorché Ottavio Capris vendette i propri privilegi a Maurizio Robbio. Quest'ultimo è forse lo stesso autore del Cerimoniale della Real Corte di Savoia e che svolse per i sovrani il ruolo di Maggiordomo dal 1703 al 1709 con il titolo di "Conte di Montemarzo".

- Per ultimi giunsero i Traffani: dagli atti risulta che il 17 febbraio 1722 Pier Tomaso Traffani fu infeudato col beneficio del paese. I Traffani nel corso del secolo svolsero impieghi istituzionali di vario livello: due appartenenti alla famiglia furono intendenti provinciali e uno fu giudice;  un Conte Traffano di Montemarzo fu intendente della Provincia di Asti e dai documenti si ricava che per sua volontà nel 1750 fu riordinato l'archivio della città. Ai Traffani è dedicata la via che dalla centrale Via Capris sale verso la chiesa parrocchiale e da questa si divide il vicolo dedicato ai Robbio.

Le notizie del susseguirsi di feudatari a Montemarzo termina con secolo XVIII: l'arrivo di Napoleone pregiudica moltissimo lo status delle famiglie nobili e la successiva abolizione dei diritti feudali per opera di Carlo Alberto pone definitivamente la parola fine al feudalesimo in Italia. È quindi assai probabile che, perduta ogni potestà e quasi senza dubbio confiscati molti beni, le famiglie abbiano per sempre lasciato Montemarzo; sta di fatto che dalle carte della fine dell'Ottocento (quali l'atto costitutivo della Società Cooperativa Agricola con tutti i nomi dei fondatori) e dalle memorie dei più anziani non risulta più che in tale periodo vi fossero ancora abitanti con tali cognomi.

## Tradizioni e cultura

### Istituzioni, enti e associazioni
- È attivo in paese il Circolo Ricreativo Montemarzese, erede dell'antica Società Cooperativa Agricola fondata nel 1899. Il Circolo, situato nel centro della frazione, si prefigge lo scopo di promuovere i momenti di socialità e aggregazione della comunità locale, organizzando eventi e manifestazioni che contribuiscano a far conoscere e a mantenere vive le tradizioni locali.
- La centenaria Banda Musicale di Montemarzo continua a svolgere un ruolo essenziale nella vita del paese, allietando con la sua musica durante le festività e solennizzando le processioni e le cerimonie di commemorazione dei caduti e dei defunti.

### Il Gerbido impedalabile
Una delle vie di accesso alla frazione, quella che dalla provinciale sale su in località Serra Bosia, prende il nome del Gerbido: in una media del 16-18%, essa tocca picchi impressionanti del 32% di pendenza. È celebre per essere stata "scalata" per la prima in volta in bicicletta il 26 luglio 1931 quando era ancora sterrata dal grande ciclista Giovanni Gerbi, il "Diavolo Rosso", che aveva origini montemarzesi. Il campione, allora quarantaseienne, era ormai da 11 anni lontano dall'agonismo, ma per una scommessa fatta fra amici tentò e, adattando i rapporti, riuscì nell'impresa fra due ali di folla che lo incoraggiarono sino all'arrivo trionfale nella piazza del paese.

### La Presepieide
Nel giugno del 2007 è tornato alla luce un manoscritto degli anni trenta del dott. Gualtiero Marello, medico condotto della frazione fino al 1970, intitolato Presepieide, edita di recente dalla Cà dë Studi Piemontèis. È una commedia in piemontese in tre atti ambientata a Montemarzo: in estrema sintesi, essa racconta di una famiglia di Mongardino che qui si trasferisce e tenta di far sposare un giovane tontolone, un presepio, all'interno di una serie di piccole e divertenti situazioni che porteranno sino all'ironico finale.